# Asociación Deportivo Pasto
Maillots
Actualités
La Asociación Deportivo Pasto est un club colombien de football basé à San Juan de Pasto. Il a été fondé le 12 octobre 1949. L'équipe première évolue à domicile à l'Estadio Departamental Libertad de San Juan de Pasto.

## Histoire
Le club est fondé le 12 octobre 1949, il joue en deuxième division colombienne depuis 1996 et en 1998 fait sa première ascension en première division. Il devient champion de Colombie pour la première fois en 2006, après avoir perdu la finale de 2002, contre Independiente Medellín. Le club a été relégué en deuxième division en 2009. Lors de la première année en deuxième division, Pasto a terminé deuxième mais a perdu le barrage contre l'Envigado FC. Un an plus tard, l'ascension est réussie. Le club termine vice-champion lors de la première saison après la promotion. Dans la Copa Colombia le Deportivo Pasto a atteint deux fois la finale mais l'a perdue aux tirs au but contre Santa Fe en 2009 et l'Atlético Nacional en 2012 .
Lors du tournoi d'ouverture 2019, après avoir terminé sixième de la phase de championnat, le Deportivo Pasto a réussi à remporter le groupe A de la phase de groupes et atteint la finale, mais a perdu contre Atlético Junior aux tirs au but pour terminer une troisième fois comme vice-champion.

## Palmarès
- Championnat de Colombie (1) 
  - Champion : 2006 (A)
- Coupe de Colombie
  - Finaliste : 2009 et 2012
- Championnat de Colombie de deuxième division
  - Champion : 1998 et 2011